# Diecéze An-kuo
Diecéze An-kuo (čínsky pchin-jinem Ānguó jiàoqū, znaky zjednodušené 安国教区, tradiční 安國教區) se nachází v Číně, je katolickou diecézí a její ritus je latinský.

## Historie a současnost
Dne 15. dubna 1924 byla zřízena apoštolská prefektura Li-sien, která vznikla z apoštolského vikariátu Centrální Č’-li a Jihozápadního apoštolského vikariátu Č’-li. O pět let později, 13. července 1929, byla prefektura povýšena na apoštolský vikariát An-kuo. Apoštolským prefektem a vikářem se stal Mons. Melchior Sun Te-čen, C.M. Dne 11. dubna 1946 byl vikariát povýšen na diecézi. Patří do církevní provincie Peking. Od roku 1992 je diecéze bez biskupa (vakantní).

## Seznam prefektů, vikářů a biskupů

### Apoštolští prefektové
- Melchior Sun Te-čen, C.M. (孫德禎, 1924–1929)

### Apoštolští vikáři
- Melchior Sun Te-čen, C.M. (1929–1936)
- John Baptist Wang Zeng-yi, C.M. (王增義, 1937–1946)

### Biskupové
- John Baptist Wang Ceng-i, C.M. (1946–1951)

v letech 1951–1988 vakantní
- Stephen Liou Ti-fen (刘棣芬, 1988–1992)
- 1992 – současnost vakantní